# Joachim Lantz
Joachim Gustav Henric Lantz, född 10 maj 1977 i Kalmar, är en svensk före detta fotbollsspelare, främst känd som mittback i Kalmar FF, där han 2008 blev svensk mästare.

## Karriär
I början av sin karriär fick Lantz mest hålla till på avbytarbänken. Men debuterade från start för Kalmar FF mot Elfsborg den 19 oktober 1996 i en match på Ryavallen. I slutminuterna av säsongens näst sista match år 2000, borta mot IF Sylvia, räddade Lantz kvar Kalmar FF i Superettan med sitt 3–2-mål och fick då  smeknamnet "Jesus" av Kalmar FF-supportrarna. Målet har i efterhand bedömts som extremt viktigt för Kalmar FF:s senare framgångar under 2000-talet då laget vid en degradering ner till division 2 (nuvarande division 1) hade tvingats banta/avbryta sin satsning mot Allsvenskan.
Under säsongen 2007 gjorde Lantz sitt första allsvenska mål, hemma på Fredriksskans IP, mot Halmstad BK.
Efter en säsong med mindre speltid blev det i december 2010 klart att Lantz inte skulle få något nytt kontrakt med Kalmar FF; detta efter elva raka år i klubben. I mars 2011 skrev Lantz istället på för Mjällby AIF.
I mars året därpå skrev Lantz på ett kontrakt med division 3-laget IFK Berga, men i augusti hörde sig Östers IF för om en utlåning varpå ett låneavtal som sträckte sig säsongen ut skrevs på. Efter halva säsongen med Öster, som slutade med serieseger och allsvenskt avancemang, hade han erbjudande om att fortsätta spela med klubben. Men Lantz, som snart skulle bli fyrabarnsfar, valde att avsluta sin elitsatsning. 2013 spelade han återigen fotboll, dock för lokalföreningen IFK Berga i division 3, som under året lyckades kvala sig upp till division 2.
Inför säsongen 2014 avslutade Lantz spelarkarriären och blev istället assisterande tränare i IFK Berga. Inför säsongen 2016 tog han sedan över som huvudtränare. Sejouren blev dock kortvarig då han efter bara en säsong som huvudansvarig fick lämna klubben. Samma höst stod det klart att han skrivit kontrakt med lokala division 4-laget Hossmo BK som huvudtränare.

### Hedrad av Kalmar FF
Lantz blev i oktober 2019 invald i Kalmar FF Wall of Fame.

## Förtroendeuppdrag i Kalmar FF
Vid det ordinarie årsmötet 2019 valdes Joachim Lantz till ledamot i Kalmar FF:s styrelse. Efter två år som ledamot förlängdes Lantz ledamotsuppdrag med ytterligare två år av medlemmarna på årsmötet 2021.
Sedan 2025 är Joachim Lantz ordförande i Kalmar FF.

## Privatliv
Lantz' sambo Malin Wollin, även kallad "Fotbollsfrun", är känd för att skriva en mycket frispråkig blogg på tidningen Aftonbladet. Hon är dessutom krönikör i tidningen FF i Fokus.

## Meriter
Kalmar FF
- Svensk mästare 2008
- Svenska Cupen 2007
- Supercupen 2009